# Igreja Ortodoxa Oriental na Coreia
A Igreja Ortodoxa na Coreia se desenvolveu no país desde o século XIX, graças às atividades missionárias da Igreja Ortodoxa Russa e da Missão Espiritual Russa em Seul. Após o fechamento forçado das instituições missionárias em 1949, o trabalho missionário na República da Coreia foi continuado pela Missão Espiritual Coreana formada em 1994 pela Igreja Ortodoxa Russa no Exterior, com base na qual uma paróquia da Igreja Ortodoxa Russa foi formada em 2019, e também formada em 2004 Metrópole coreana do Patriarcado de Constantinopla.